# 廿五門
廿五門是澳門的一個博彩遊戲，玩法與輪盤十分相似，主要設備有一個滾球和輪盤。輪盤上有25格，包括1至24格和一粒星，可以選擇不同的數字組合投注。有趣的地方在於其圓盤較平，而滾球亦比滚珠大，所以滚球在停定前会在兩個數字間滾來滾去，客人往往會在旁納喊助威，非常熱鬧。

## 耍玩地點
- 新世紀娛樂場